# Разлог
Најопштије речено, разлог је разматрање које оправдава или објашњава радњу, уверење, став или чињеницу..
Разлози су оно на шта се људи позивају када износе аргумент о томе шта људи треба да раде или да верују. (То су разлози у нормативном смислу.) На пример, разлог за прављење гримасе лекарског пацијента је вероватно то што пацијент осећа бол. То што пацијента боли разлог је за доктора да учини нешто како би ублажио бол.
У другом смислу, разлози су објашњења зашто су се ствари догодиле. (То су разлози у објашњењу.) На пример, разлог због којег пацијент осећа бол је тај што му живци шаљу сигнале у мозак.
Разлог се у многим случајевима поставља питањем „зашто?“, А на њега се одговара следећом речју:. Поред тога, речи и фразе као што су од, због, с обзиром на (то) резултат (а), и да би, на пример, све служиле као објашњења која претходе разлогу на који се односе.

## Врсте разлога
У филозофији је уобичајено разликовати три врсте разлога.
За нормативне или оправдавајуће разлоге често се каже да су „разматрања која иду у корист“ неком стању ствари.]]).
Објашњавајући разлози су разматрања која служе да објасне зашто су се ствари догодиле - они су разлози због којих се догађају или зашто су стања ствари таква каква су. Другим речима, „разлог“ такође може бити синоним за „узрок“. На пример, разлог због којег се аутомобил покреће је то што је упаљен. У контексту објашњавања поступака бића која делују из разлога (тј. Рационалних агената), они се називају мотивационим разлозима - на пример, разлог због којег је Стефан уписао факултет, био је да би учио; тј. то што ће научити био је његов мотивациони разлог. Бар тамо где рационални агент делује рационално, мотивациони разлози су она разматрања за која она верује да јој иду у прилог.

## Нормативни разлози
Неки филозофи сматрају нормативне разлоге истим као и „објашњења ваљаних чињеница“. Баш као што објашњавајући разлози објашњавају зашто нека описна чињеница долази (или је дошла до ње), тако и нормативни разлози објашњавају зашто неке нормативне чињенице долазе, тј. Објашњавају зашто треба доћи до неког стања ствари (нпр. Зашто неко треба да делује или зашто би требало да се догоди неки догађај).

### Епистемични и практични разлози
Филозофи, када разговарају о резоновању на које утичу норме, обично праве разлику између теоријског и практичног разлога. То су капацитети који се ослањају на епистемичке разлоге (чињенице и објашњења), односно практичне разлоге (разлоге за деловање). Епистемични разлози (који се називају и теоријским или доказним разлозима) су разматрања која иду у прилог веровању да је неки предлог истинит. Практични разлози су разматрања која се рачунају у корист неке акције или залагања неког става (или барем у корист жеље или покушаја покретања тих радњи или ставова).

## Види јoш
- Проблем

- Нормативно

- Узрок